# 岐阜県郷土工芸品
岐阜県郷土工芸品（ぎふけんきょうどこうげいひん、Gifu Prefecture's Local Handdicrafts）とは、「岐阜県郷土工芸品指定要綱」に基づき、岐阜県が指定する工芸品である。48品目（2009年6月時点）が指定されている。
国の伝統的工芸品に指定される要件を整えていない岐阜県内の工芸品を紹介するために指定した工芸品で、次の1から3までの要件に該当し、4又は5のいずれかの要件に該当するものを指定している。
1.主として日常生活の用に供されるものであること。
2.製造過程の主要部分が手工業的であること。
3.一定の期間、県内において当該工芸品が製造されているもので、将来にわたって製造の継続が見込まれること。
4.製造技術又は技法が地域に継承されていること。
5.郷土の風土、暮らし及び資源等を題材又は素材とし、優れた技術又は技法により製造され、品格を備えていること。
下記の物については、国の伝統的工芸品に指定されているため含まれない。
- 飛騨春慶（1975年2月17日指定）
- 一位一刀彫（1975年5月10日指定）
- 美濃焼（1978年7月22日指定）
- 美濃和紙（1985年5月22日指定）
- 岐阜提灯（1995年4月5日指定）
- 岐阜和傘（2022年3月18日指定）

## 岐阜県郷土工芸品一覧

### 岐阜地区
- 岐阜渋うちわ（1992年3月30日指定）
- 花合羽（1998年10月30日指定）
- のぼり鯉（1998年10月30日指定）
- 岐阜長良川花火（1992年3月30日指定）
- 大桑竹細工（1992年3月30日指定）
- 本巣わら細工（1992年3月30日指定）
- 菊花石加工品（1992年3月30日指定）
- 杞柳製品（1992年3月30日指定）

### 西濃地区
- 西濃大理石(1992年3月30日指定）
- 大垣の桝（1992年3月30日指定）
- 養老ひょうたん（1992年3月30日指定）
- 南濃天然木工芸（2006年8月10日指定）
- 養老焼（1992年3月30日指定）
- 久瀬のまいおどり（1992年3月30日指定）

### 中濃地区
- 関の手づくりナイフ（1992年3月30日指定）
- 関伝日本刀（1992年3月30日指定）
- 美濃和紙加工品（1992年3月30日指定）
- 郡上紬（1992年3月30日指定）
- 郡上本染（1992年3月30日指定）
- 古今染め（1992年3月30日指定）
- ふじ細工（1998年10月30日指定）
- 郡上びく（1992年3月30日指定）
- 郡上竿（1992年3月30日指定）
- ひな人形・五月人形（1992年3月30日指定）
- 美濃白川まゆの花（1992年3月30日指定）
- 東濃檜製神棚（1992年3月30日指定）
- 平成の円空彫り（2008年4月17日指定）
- 美濃筒引き本染め・手刷り捺染（2009年6月指定）

### 東濃地区
- 精せっ器（2002年11月29日指定）
- イ草人形（1992年3月30日指定）
- 恵那ロクロ製品（1992年3月30日指定）
- 恵那曲物製品（1992年3月30日指定）
- 裏木曾夕森紬（1992年3月30日指定）
- 蛭川みかげ石製品（1992年3月30日指定）
- 東濃檜製神棚（1992年3月30日指定）

### 飛騨地区
- 飛騨さしこ（1992年3月30日指定）
- 山田焼（1992年3月30日指定）
- 渋草焼（1992年3月30日指定）
- 小糸焼（1992年3月30日指定）
- 白川郷の挽物（1992年3月30日指定）
- 円空彫（1992年3月30日指定）
- 山中和紙（1992年3月30日指定）
- 飛騨宮村ひのき笠・一位笠（1992年3月30日指定）
- 小屋名のショウケ（1992年3月30日指定）
- 和ろうそく（1992年3月30日指定）
- 飛騨高山の紙絵馬（2006年8月10日指定）
- 飛騨高山の有道しゃくし（2006年8月10日指定）
- 飛騨染（2008年10月16日指定）
- 飛騨のさるぼぼ（2008年10月16日指定）